# Geschichte des Waldes in Mitteleuropa

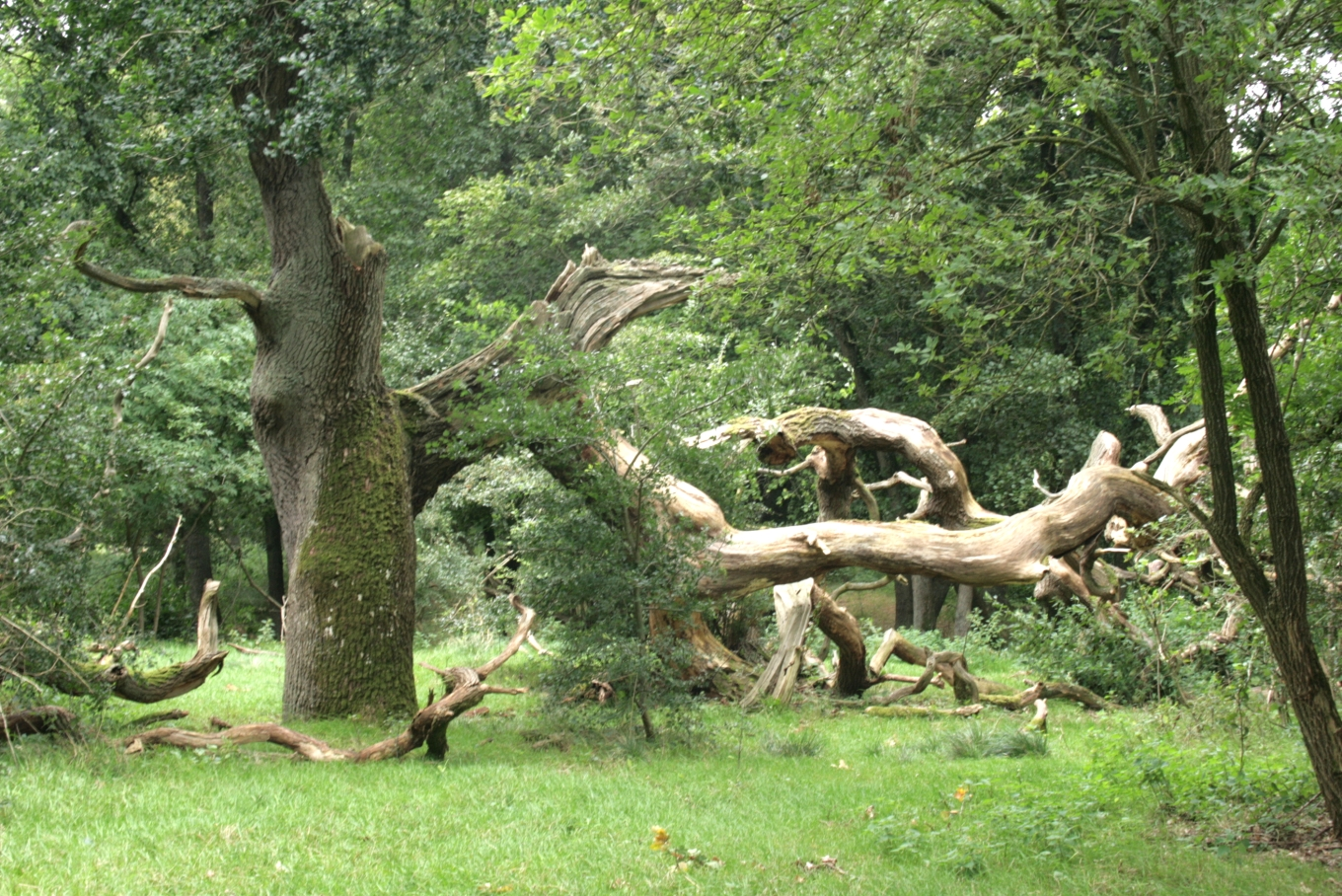
Mögliches typisches Aussehen eines Waldes in Mitteleuropa in vergangenen Warmzeiten (halboffen und artenreich). In Kaltzeiten war Mitteleuropa größtenteils vereist und so gut wie gar nicht bewaldet.

Die Geschichte des Waldes in Mitteleuropa ist sehr wechselhaft, vor allem seit der intensiven Nutzung des Waldes durch den Menschen seit etwa 2.000 Jahren. Diese hat sich tiefgreifend auf den Wald und dessen ökologische Zusammensetzung ausgewirkt. (Der Begriff Mitteleuropa bezieht sich in diesem Artikel auf den Bereich etwa zwischen Nordsee und Alpen sowie zwischen Ostsee und Schwarzem Meer und schließt damit den Wald in Deutschland vollständig mit ein.)
Die Geschichte des Waldes beginnt als botanische Naturgeschichte, deren Erforschung vor allem in das Gebiet der Paläobotanik fällt. Während Kaltzeiten war das heutige Mitteleuropa größtenteils waldfrei, abgesehen von vereinzelten Waldsteppen und -tundren, so auch während der letzten Kaltzeit. Für vergangene Warmzeiten ist der ursprüngliche natürliche Zustand wissenschaftlich noch nicht abschließend geklärt. Gemäß der verbreiteten Megaherbivorenhypothese wurde das Wachstum des Waldes hauptsächlich durch die größten Pflanzenfresser (Megaherbivoren) kontrolliert, die damals noch in deutlich höherer Zahl Mitteleuropa besiedelten, da die Anzahl der Menschen noch verschwindend gering war und damit die Jagd auf diese Tiere. Wald war dadurch weltweit komplex mosaikartig verteilt. Neuere Studien scheinen diese Sichtweise zu bestätigen.

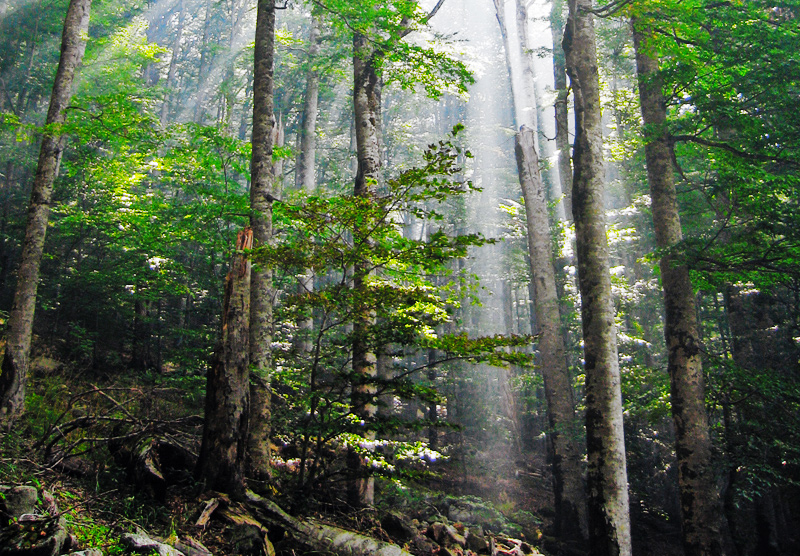
Mögliches typisches Aussehen eines Waldes in Mitteleuropa heute in einer hypothetischen Welt, in der die Menschen weltweit weiterhin als Jäger und Sammler leben, die Neolithische Revolution und die Entwicklung der menschlichen Zivilisation also nie stattgefunden haben (dicht und buchendominiert)

Wissenschaftlich gesichert ist, dass sich mit dem Ende der letzten Eiszeit die Wälder beginnend vor etwa 16.000 Jahren langsam wieder ausgebreitet haben. Zu Beginn der Neolithischen Revolution vor etwa 7.500 Jahren war der Waldanteil in Mitteleuropa bereits sehr hoch (über 90 %). Die damaligen Wälder waren vor allem gemischte Laubwälder. Vor etwa 4.500 Jahren begann die Buche, sich stark auszubreiten. Zur Zeitenwende vor etwa 2.000 Jahren bedeckte sie bereits einen Großteil des heutigen Deutschlands. Im Bereich des heutigen Brandenburgs sowie Polens dominierte die Kiefer, in Gebirgsregionen wie Schwarzwald und Alpen die Fichte, regional auch andere Baumarten wie z. B. Eichenarten.
Es wird davon ausgegangen, dass ohne die Sesshaftwerdung des Menschen in Mitteleuropa heute fast überall die Buche dominieren würde. Mit der ersten dauerhaften sesshaften Besiedelung durch die bandkeramische Kultur begann allerdings allmählich die intensivere Nutzung des Waldes durch den Menschen, welcher die Klimaxbaumart Buche benachteiligt hat. Der Abbau des Waldes hatte zunächst v. a. drei Gründe: die Gewinnung von Holz als Baustoff, die Gewinnung von Holz als Energieträger sowie Rodungen für Ackerflächen. Durch die Übernutzung sank der Waldanteil zunächst leicht auf knapp 90 % zur Zeitenwende, ab dem Mittelalter stark (im Gebiet des heutigen Deutschland am stärksten vom 11. bis zum 13. Jahrhundert, von etwa zwei Drittel auf etwa 20 %). Damals neu entstehende Eigentums- und Nutzungsrechte am zuvor für alle frei verfügbaren Wald konnten diese Entwicklung nur teilweise dämpfen. Die Phase der Exploitation dauerte bis in das 18./19. Jahrhundert an, der Waldanteil lag damals regional deutlich unter 10 % (z. B. 2–3 % in Dänemark um das Jahr 1800). Dies beförderte die Entwicklung des Konzepts der Nachhaltigkeit durch die deutsche Forstwirtschaft und seine Verbreitung in der gesamten Waldwirtschaft. Der Waldanteil nahm seither nur leicht zu, stark gesteigert wurde stattdessen die Flächenproduktivität durch Erkenntnisse der Forstwissenschaft.

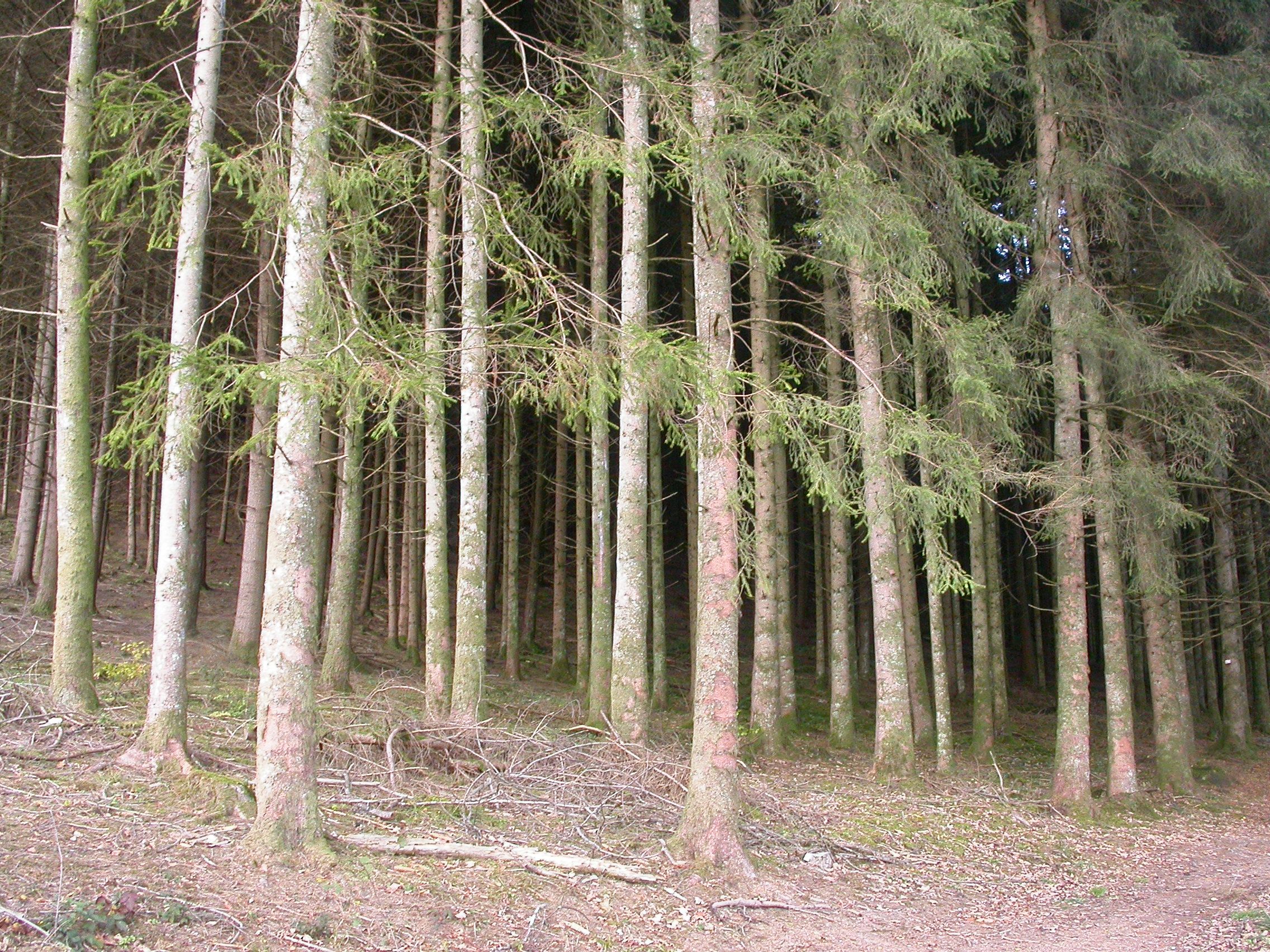
Typisches Aussehen eines Waldes in Mitteleuropa heute (gleichaltrige Monokultur)

Das heutige Landschaftselement „Wald“ in Mitteleuropa ist eine in Jahrtausenden geschaffene Kulturlandschaft, die fast ausschließlich auf Ersatzgesellschaften beruht. Die heutigen Waldgesellschaften Mitteleuropas sind größtenteils Wirtschaftswälder. Diese vom Nutzen einzelner Baumarten geprägten Wälder sind entweder als künstlich angelegte Forste oder durch mehr oder minder starke menschliche Eingriffe entstanden. „Naturnaher Wald“ ist die Ausnahme. Die dominierenden Baumarten in den Wirtschaftswäldern Mitteleuropas sind heute zwar weiterhin Fichte, Kiefer, Buche sowie Eichenarten, allerdings in stark unterschiedlicher Häufigkeit und regionaler Verteilung im Vergleich zu früher. So dominiert zum Beispiel im Gebiet Deutschlands durch intensiven Umbau vor allem im 20. Jahrhundert statt der Buche heute die Fichte.
Seit einigen Jahren gibt es einen neuerlichen intensiven Umbau des Waldes in Mitteleuropa unter anderem zur Anpassung an die globale Erwärmung und ihre Folgen sowie zur Bereitstellung vielfältiger Ökosystemdienstleistungen. Die strukturelle Komplexität des Waldes sowie teilweise auch die Biodiversität im Wald erhöhen sich dadurch neuerdings wieder. In dieser Hinsicht wird der Wald derzeit wieder naturnäher. Eine zukünftige Rückkehr in seinen „ursprünglichen“ oder in irgendeinen vergangenen Zustand ist aber ausgeschlossen: Einige Waldlandschaften wurden unwiederbringlich zerstört, viele heimische Arten ausgerottet und manche fremdländische Arten unumkehrbar etabliert. Außerdem können durch die veränderten Umweltbedingungen vielerorts die ursprünglich heimischen Arten nicht mehr überleben. Hierbei ist vor allem die zunehmende Trockenheit zu nennen, die bei der derzeit erwarteten Erwärmung den heute typischen Waldgesellschaften bis in das Jahr 2100 in Mitteleuropa großflächig kein Überleben mehr ermöglichen wird.

## Kaltzeiten
Im Pliozän begannen vor vier Millionen Jahren extreme Klimaschwankungen. Im Pleistozän fanden diese Schwankungen ihren Höhepunkt in mehreren ausgedehnten Kaltzeiten, die vor ca. 12.000 Jahren in Mitteleuropa endeten. (Für Details siehe auch letzte Kaltzeit und Klimageschichte.)
Im Verlauf der Kaltzeiten sank die Durchschnittstemperatur in Mitteleuropa um bis zu 12 °C. Die Schneegrenze sank in den Alpen um 1200 bis 1400 m. Zwischen den Alpengletschern und dem Inlandeis aus Skandinavien mit einer Mächtigkeit von bis zu 3000 m verblieb ein nur relativ schmaler, eisfreier Gürtel.
Mitteleuropa war zu dieser Zeit waldfrei, bis auf lokale Waldsteppen und -tundren aus frostharten Birken und Weiden. Nach ihrer Leitart, der Silberwurz (Dryas octopetala), wird von sogenannten Dryas-Floren gesprochen.

### Aussterbewellen
Im Gegensatz zum nordamerikanischen Kontinent mit Gebirgszügen in Nord-Süd-Richtung versperrten in Europa die in Ost-West-Richtung verlaufenden Gebirgszüge die Rückzugsbewegung der vor den Eismassen weichenden Waldgesellschaften. Diese Barriere führte in Europa zum Aussterben etlicher Arten.
In den frühen Eiszeiten verschwanden Rosskastanie (Aesculus hippocastanum) und Amberbaum (Liquidambar). Die nächsten Eiszeiten führten zum Erlöschen von Mammutbaum (Sequoia), Schirmtanne (Cryptomeria), Lebensbaum (Thuja), Tulpenbaum (Liriodendron) und Douglasien (Pseudotsuga). Hemlock (Tsuga) und Hickory (Carya) starben während der letzten Eiszeiten in Mitteleuropa aus.
Auch von den zahlreichen Eichenarten konnten in Deutschland und Mitteleuropa nur drei wieder aus den Refugienräumen zurückkehren, nämlich Stiel- (Quercus robur), Trauben- (Q. petraea) und Flaumeiche (Q. pubescens). Zum Vergleich: In Nordamerika existieren über 80 Eichenarten. Andere Arten büßten während ihrer Rückwanderung erheblich in ihrer innerartlichen genetischen Diversität ein wie z. B. die Weißtanne (Abies alba).

### Refugien
Die Waldflora wurde durch den klimatischen Wechsel langsam zurückgedrängt. Die Refugien der letzten Eiszeit lagen aber vermutlich nicht ausschließlich nur im Süden Europas. Auch an der heutigen Atlantikküste zwischen England und Frankreich könnten einige wenige Baumarten in Waldsteppen die Kälteperiode überdauert haben.
Eine weitere Rückzugsmöglichkeit waren der Osten und Südosten Europas. Im Gegensatz zu Skandinavien blieben weite Teile Russlands und der Karpaten eisfrei. So konnten auch hier einige Arten überdauern. Klassisches Rückzugsgebiet blieb jedoch der Mittelmeerraum, wo das Mittelmeer für ein ausgeglicheneres Klima sorgte und die stark zerklüfteten Bergzüge verschiedene Restpopulationen abschotteten.

### Rückwanderung
In den Interglazialen erfolgte eine Wiederbesiedlung durch die jeweils nicht ausgestorbenen Baumarten. Diese Rückwanderungen vollzogen sich baumartenindividuell. Bestimmend für die Geschwindigkeit, mit der die Baumarten das freigewordene Areal erschlossen, waren z. B. Samenverbreitungsart, Blühalter, Frosthärte und Fähigkeit zur Nährstoffaufnahme. Das Bild dieser Wanderbewegungen lässt sich mit Hilfe der Pollenanalyse rekonstruieren. Zunächst breiteten sich dabei immer schnell wandernde Pioniergehölzarten wie z. B. Birke und Kiefer aus. Ihnen folgten dann die wärmeliebenden Arten wie z. B. Eiche und Ulmen. Dann folgten die langsamer wandernden Gehölzarten, die sich bis zu einer Klimaxgesellschaft entwickeln können (siehe Mosaik-Zyklus-Konzept). Mit dem Ende der Warmzeit und der erneuten Abkühlung zogen sich die Arten dann wieder in ihre Refugialgebiete zurück oder starben aus.

## Jüngste Nacheiszeit
Im jüngsten Abschnitt des Quartärs, dem Holozän oder auch Postglazial, begann vor ca. 12.000 Jahren die Rückwanderung der Wälder in die baumlosen, postglazialen Steppen. Wie diese Rückwanderung ablief, wurde mittels der Pollenanalyse weitgehend geklärt. Für Mitteleuropa werden dabei in der Regel zehn Phasen ausgewiesen (nach Firbas), die als Pollenzonen bezeichnet werden und in der Blytt-Sernander-Sequenz römisch durchnummeriert werden. In neueren Arbeiten werden zunehmend häufiger eigene Pollenzonen angegeben, um besser auf lokale Gegebenheiten eingehen zu können. Der Ablauf der Wiederbewaldung ist im Großen und Ganzen recht einheitlich, es gibt aber aufgrund lokaler Gegebenheiten einige regionale Unterschiede, auf die hier im Einzelnen nicht eingegangen wird. Aufgrund der Wanderungsgeschwindigkeit (bei der Buche ca. 260 Meter/Jahr) kommt es von Süd nach Nord zu einer zeitlichen Verschiebung der Phasen.

### Späte arktische Periode, Alleröd und Jüngeres Dryas
Diese umfasst die Pollenzonen I bis III (ca. 12.400 bis 9.500 v. Chr.) und entspricht in etwa dem Zeitraum der späten Altsteinzeit. Pionierart der frühen Nacheiszeit (Holozän) waren verschiedene Weidenarten (Salix), aber auch Birken (Betula) und Kiefern (Pinus) fassten wieder in Mitteleuropa Fuß. Kurzfristige Temperaturschwankungen am Ende dieser Phase stoppten ein weiteres Vordringen des Waldes.

### Vorwärmezeit (Präboreal) und Frühe Wärmezeit (Boreal)
In der Vorwärmezeit, entsprechend dem Beginn der Mittelsteinzeit, waren Birken und Kiefern dominierende Arten. Ab dieser Zeit traten keine Kälterückschläge mehr auf. Die Hasel (Corylus) verbreitete sich rasant und fand unter den lichten Kiefernbeständen günstige Wuchsbedingungen.

### Mittlere Wärmezeit (Atlantikum)
Zum Ende der Mittleren Steinzeit stiegen die Durchschnittstemperaturen merklich an. Vegetationskundlich begann das Atlantikum. Die bisherigen Baumarten wurden vor allem von Eichen (Quercus) und Ulmen (Ulmus) verdrängt. Diese waren meist anspruchsvoller betreffend der Nährstoffversorgung und wärmeliebend. Insbesondere die wenig schattenresistente Kiefer wurde auf ärmere Sandstandorte und Moore abgedrängt. Die Eiche bildete nun mit Ulme und Linde die vorherrschenden Bestände in Mitteleuropa, den Eichenmischwald.
In diese Zeit fiel der Übergang des Menschen zur sesshaften Lebensweise des Neolithikums. Bereits die großen Häuser der Bandkeramik zeigten einen hohen Holzbedarf der noch kleinen und wenigen lokalen Gesellschaften. Spätestens im Jungneolithikum wurde im Voralpenland der Wald zielgerichtet auf die Produktion von Stangenholz ausgerichtet.
Während der Jungsteinzeit wanderten weitere wärmeliebende Laubgehölze aus ihren Refugien in Südeuropa zurück nach Mitteleuropa. Ahorne (Acer) und Eschen (Fraxinus) bereicherten die vorhandenen Bestände. Die Durchschnittstemperaturen lagen nun 2–3 °C höher als heute. Die Flaumeiche (Quercus pubescens) erreichte wieder Deutschland. Erlenbrüche (Alnus glutinosa) entstanden in den sumpfigen Niederungen und Fichten (Picea abies) erreichten den Harz.

### Späte Wärmezeit (Subboreal)
In der späten Wärmezeit kam es zu einer Abkühlung und das Klima wurde feuchter. Zum ersten Mal seit der letzten Eiszeit wurden nun Rotbuche (Fagus sylvatica), Hainbuche (Carpinus betulus) und Weißtanne (Abies alba) wieder nachweisbar.
Während der Bronzezeit sank die Durchschnittstemperatur weiter. Buchen drangen in die bisher eichendominierten Bestände ein. In der Eisenzeit ab 1000 v. Chr. verdrängte die Buche die Eiche auf fast allen Standorten. Begünstigt durch das humide, ozeanische Klima in Mitteleuropa und ihre Fähigkeit, auch noch im hohen Alter entsprechenden Lebensraum einzunehmen, wurde die Buche (hohe Plastizität der Krone) zur dominierenden Baumart. Auf den trockeneren Standorten (Niederschlag < 500 mm/a) im Osten übernahm die Hainbuche diese Rolle.
In den Mittelgebirgen entwickelte sich der Bergmischwald durch das Eindringen der Buche. Der äußerst schattentoleranten Tanne gelang es ebenfalls in diesen Wäldern Fuß zu fassen und sich auf einigen Standorten gegenüber Fichten und Buchen durchzusetzen. Möglicherweise stellte sich zu diesem Zeitpunkt eine potentiell natürliche Vegetation ein, jedoch war der Mensch zu dieser Zeit schon in Mitteleuropa ausgebreitet und Großherbivorenherden streiften umher.

### Nachwärmezeit (Subatlantikum)
Durch die abnehmende Durchschnittstemperatur kam es zur Teilung einiger Verbreitungsareale, z. B. der Flaumeiche. Nun machte sich zunehmend der Einfluss sesshafter menschlicher Besiedlungsformen bemerkbar.

## Wälder in Germanien
Eine erste intensivere Waldnutzung ist in keltischer Zeit mit der Ausbreitung der Landwirtschaft und der Metallverhüttung zu verzeichnen. Dies nahm in der römisch-germanischen Periode vor allem in den dichter besiedelten südwestlichen Teilen weiter zu.

### Wald im freien Germanien
Publius Cornelius Tacitus beschrieb das freie Germanien (Germania magna) im 1. Jahrhundert als „terra aut silvis horrida aut paludibus foeda“ – ein Land, erschreckend wegen seiner Wälder und abstoßend wegen seiner Sümpfe. Tacitus’ mediterrane Heimat war zu diesem Zeitpunkt bereits Jahrhunderte Kulturlandschaft, der Wald für Felder, Obstanlagen, Städte, für Holzbedarf für Hausbrand und Flottenbau gerodet. Ein Land, dessen Fläche zu vermutlich 70 % mit Wald bedeckt und klimatisch abweisend war, beeindruckte römische Beobachter offensichtlich. In der Namensgebung kommt dies zum Ausdruck. Gebirgszüge wie der Schwarzwald hießen Silva Abnoba, nicht Mons Abnoba. Es kann davon ausgegangen werden, dass in dieser Zeit unwegsame Mittelgebirgszüge von menschlicher Einflussnahme noch weitgehend verschont waren. Aber auch in den Ebenen gab es noch große, zusammenhängende Waldgebiete. Diese fanden sich vor allem zwischen den Siedlungsgebieten der germanischen Stämme und wurden zur gegenseitigen Abgrenzung respektiert. Als Siedlungsräume kamen flussferne Auengebiete und Wälder auf reichen Böden in Frage. Eingriffe fanden zuerst durch den direkten Siedlungsbau statt; es erfolgte dann die Rodung für Ackerbau und Weideland. Holzentnahme für Feuerung führte um die Siedlungsbereiche zu weiterer Ausdünnung der natürlichen Bestände. Verschiedene Nutzungsformen wie Waldweide begünstigten masttragende Baumarten wie Eiche (Quercus) und Buche (Fagus). In der Nähe von Erzabbaugebieten wurden vermutlich in großem Umfang Buchenbestände gefällt, da Feuer aus Buchenholzkohle zur Bearbeitung des Metalls notwendig war.
Feste Städte und Dörfer waren im freien Germanien jedoch eher eine Seltenheit. Wurden Siedlungen nach einiger Zeit aufgegeben, konnte sich durch Sukzession wieder eine naturähnliche, nicht natürliche, Vegetation entwickeln.

### Wald im römisch besetzten Germanien
Der Wald im römisch besetzten Germanien (Provinzen Germania Superior und Inferior) wurde weit intensiver genutzt als im unbesetzten Teil. Schon für den Städtebau (z. B. Mainz, Trier, Köln, Xanten) wurden entsprechende Holzmengen benötigt. Für den Hausbrand und den Betrieb der Bäder mit ihren aufwendigen Bodenheizungen und Warmwasserbecken mussten stetig große Holzmengen bereitgestellt werden. Nachdem die Eroberung Germaniens fehlgeschlagen war (Niederlage des Varus im Jahr 9 n. Chr.) verlegten sich die Römer auf eine Defensivstrategie. Wieder wurden große Mengen Holz benötigt. Mit dem Bau des über 500 km langen Limes, der mehr ein Holz- denn ein Steinwall war, wurde vom Rhein bis zur Donau eine breite Schneise in die Wälder geschlagen und Holz für Palisaden- und Turmbau benötigt. Die römischen Konstrukteure achteten darauf, so gut wie möglich der Geländeform zu folgen und mit dem Limes fruchtbare Böden einzuschließen. So lag die Mainz gegenüberliegende, fruchtbare Wetterau innerhalb des Limes, die armen, mit Kiefern bestockten Keuperböden südlich des Odenwaldes jedoch außerhalb. Die auf den nährstoffreichen Böden stockenden Buchen- und Eichengesellschaften mussten meist dem Feldbau und der Weidewirtschaft weichen. Auf einigen Standorten entstanden Gras- und Zwergstrauchheiden, die sich bis in unsere Zeit erhalten haben. Von den Ebenen mit ihren unberechenbaren Flüssen hielten die Römer sich ebenfalls fern. Die flussfernen Erlenbrüche (Alnus glutinosa) wurden jedoch oft in Weideland umgewandelt.
Die Römer mieden auch geschlossene Nadelwälder für ihre Siedlungen, allenfalls Mischwaldgebiete waren für sie noch attraktiv. Sie schätzten jedoch Nadelholz, besonders das der Weißtanne (Abies alba), für Konstruktion und Schiffbau. Tannenholz wurde in allen erreichbaren Lagen geschlagen und auch durch Trift über weite Wege transportiert. Dadurch wurde der natürliche Bergwald in Teilen der Alpen, des Schwarzwaldes und der Vogesen entmischt.
Die Römer brachten aus dem Mittelmeerraum vertraute Baumarten mit nach Germanien, so Esskastanie (Castanea sativa) und Walnuss (Juglans regia). Diese Arten waren während der Eiszeit in Nordeuropa ausgestorben. Die Bäume wurden wegen ihrer Früchte und ihres Holzes geschätzt. Daneben nutzte man das dauerhafte, gerbstoffreiche Holz der Esskastanie im Rebbau.
Die römische Kolonisierung war ein einschneidender Eingriff in die Waldgesellschaften Mitteleuropas. Es verblieben waldfreie Zonen, die sich von der Beweidung nicht mehr erholten, das Artengefüge in vielen Waldgesellschaften war durch die selektive Nutzung gestört und eingeführte Arten wurden Bestandteil der Vegetation.

## Phase der Völkerwanderung
Dem ständig wachsenden Druck der germanischen Stämme gaben die Römer schrittweise nach. Zuerst wurden die rechtsrheinischen Siedlungen nach der Niederlage des Varus aufgegeben. Seit dem 2. Jahrhundert durchstießen einige Völker bereits die Grenze (Markomannen, Langobarden). Im 4. und 5. Jahrhundert überwanden die germanischen Völker auch die letzten Reste des Limes. Pollenanalysen aus dieser Zeit belegen, dass der Ackerbau in weiten Teilen zum Erliegen kam. Aufgegebene römische Kastelle und Gutshöfe wurden wieder Waldland. Die Siedlungsweise im ehemals besetzten Teil veränderte sich. Dauerhafte Siedlungen wurden zugunsten der halbsesshaften Besiedlungsform aufgegeben. War der Wald und Boden um eine Siedlung erschöpft, zogen die Bewohner weiter.
Mit den Wirrnissen der Völkerwanderungszeit breitete sich der Wald in Mitteleuropa wieder aus. Auf den Kulturflächen der römischen Kolonisation konnte der Wald oft wieder Fuß fassen. Mit der abnehmenden Siedlungsdichte begann auf vielen Flächen wieder eine Sukzession von Waldgesellschaften, die durch das Wirtschaften der römischen Siedler stark beeinflusst worden war. Die Pollenanalysen aus dieser Zeit zeigen auch, dass die Buche (Fagus sylvatica) sich wieder stark ausbreitete, zum einen in den von Römern verlassenen Gebieten, zum anderen entlang der pommerschen Ostseeküste und nach Südschweden.

## Mittelalter

### Rodungen
Am Ende der Völkerwanderungszeit nahm die Besiedlungsfläche wieder zu. Vor allem auf ackerbaulich geeigneten Böden entstanden bald gefestigte Strukturen. Nach der Ausbreitung des Waldes in der Zeit der Völkerwanderungen folgten im frühen und hohen Mittelalter großflächige Rodungen. Sie dienten einerseits der Erschließung neuer Siedlungsflächen, andererseits der Gewinnung von Bau- und Brennholz. Diese Periode hat die Landschaften großer Teile Mitteleuropas bis heute geprägt.
Eine erste große Phase der Rodungen dauerte von etwa 500 bis etwa 800. Zur Zeit der Karolinger wurden die bereits von den Römern erschlossenen Gebiete wieder besiedelt. Danach wurden vor allem gut erreichbare und nährstoffreichere Böden besiedelt. Nach dem Jahr 800 stockte die Besiedlung und Rodung der Wälder in Mitteleuropa. Bedingt durch Seuchenzüge und den Einfall fremder Völker (im Norden die Raubzüge der Normannen, im Süden die Ungarneinfälle) stieg die Bevölkerungszahl nicht wesentlich an.
Die hohen Mittelgebirgszüge blieben in dieser frühen Phase menschenleer. Erste dauerhafte Siedlungen lassen sich im Schwarzwald z. B. erst ab etwa 1000 nachweisen, auch der Harz war zu dieser Zeit nur von schwer begehbaren Pfaden durchzogen. Aber auch stromnahe Auwälder (z. B. am Rhein) blieben aufgrund der Unberechenbarkeit der Flüsse noch erhalten. Die flussfernen Teile der Aue wurden hingegen genutzt.
Ab 1100 setzte die zweite große Rodungsperiode ein. Menschliche Besiedlungen drangen nun auch in entlegenere Täler der Mittelgebirge vor. Waldflächen wurden bis 1300 gerodet bzw. landwirtschaftlich so intensiv genutzt, dass sie ihren Waldcharakter verloren. Am Ende des 14. Jahrhunderts hatte sich ein Verhältnis zwischen Kultur- und Waldfläche gebildet, das ungefähr dem heutigen entspricht.

### Waldnutzung im Mittelalter
Im Mittelalter entstanden vielfältige Eigentums- und Nutzungsrechte (z. B. Allmende, Markwald, Waldinteressentenschaft) am zuvor für alle frei verfügbaren Wald sowie vielfältige Nutzungsformen:

#### Waldweide

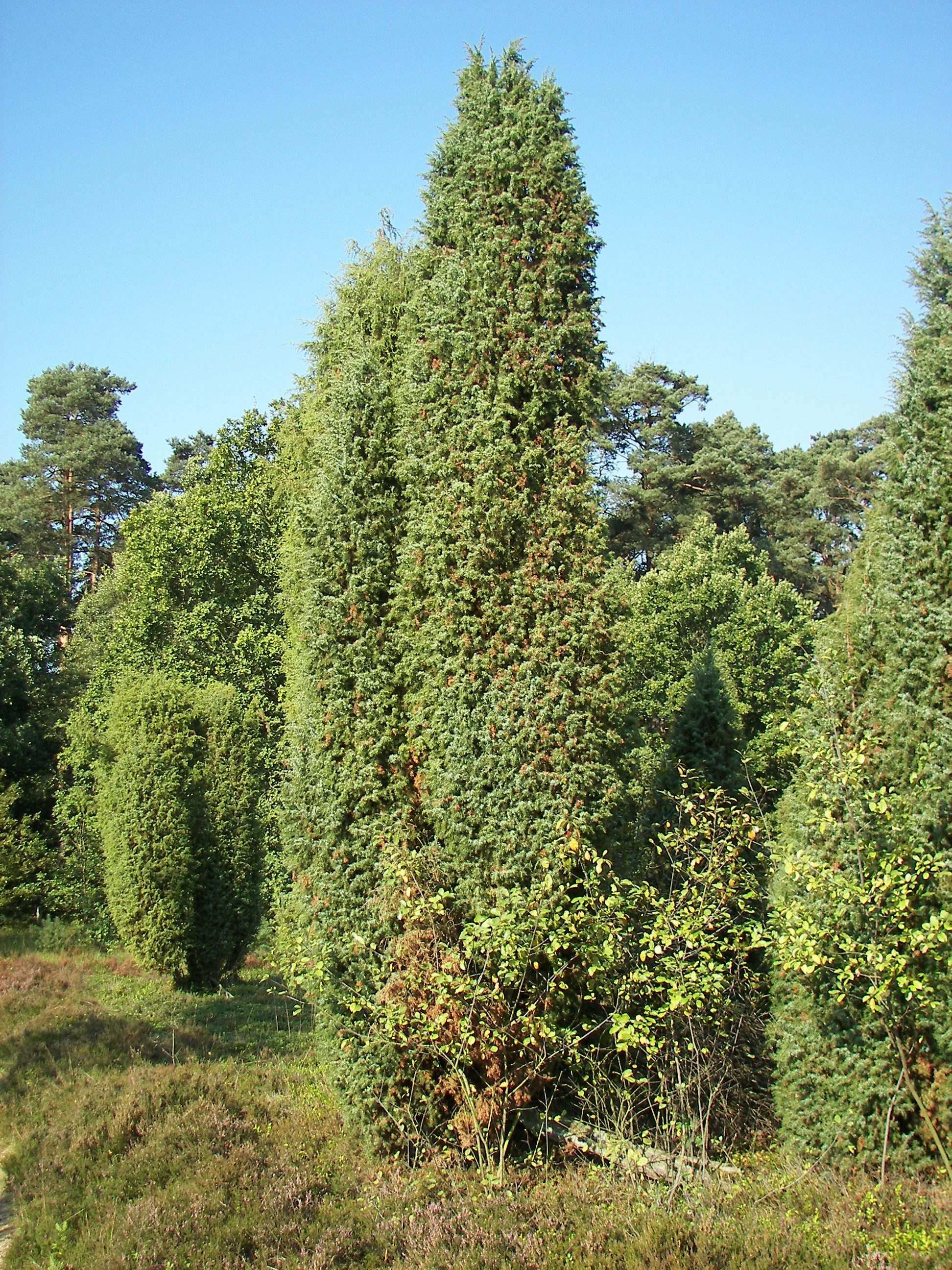
Wacholder in der Lüneburger Heide

Waldweide ist eine frühe historische landwirtschaftliche Form der Waldnutzung. Das Vieh wurde zur Weide in den Wald getrieben. Je nach Nutzungsintensität hatte dies Auswirkungen auf den Wald. So breiteten sich Verbisstolerante Gehölze, wie Wacholder, aus. So konnten an vielen Stellen aufgelichtete, parkartige Landschaften und Wacholderheiden im Mittelalter und bis in die Neuzeit entstehen. Diese Wuchsgemeinschaften sind später durch großflächige Wiederaufforstung oder Intensivierung der landwirtschaftlichen Nutzung verschwunden.
Neben Schweinen wurde auch regelmäßig Großvieh (Rind, Pferd) in den Wald eingetrieben. Anders als bei der Schweinemast, bei der der Waldcharakter erhalten blieb, sorgte dies dafür, dass die Wälder großflächig aufgelichtet wurden. Traditionell wurde dieser Einfluss als negativ bzw. zerstörerisch eingeschätzt, mittlerweile wird aber vermehrt darauf hingewiesen, dass solche Waldweiden ausgesprochen wertvolle Habitate sind, und vielen licht- und sonneliebenden Arten ein Überleben ermöglichen. Zudem gibt es Hinweise darauf, dass halboffene Weidelandschaften in Europa schon lange vor dem Menschen vorkamen. Darum werden Berichte über die „Zerstörung“ der Wälder durch den Vieheintrieb mittlerweile vermehrt in Zweifel gezogen.
Negativer wirkte sich der Eintrieb von Schafen und Ziegen aus. Ziegen können durch ihre Kletterfähigkeiten auch ältere Bäume zerstören, ihr Eintrieb war deshalb schon in frühen Forstordnungen verboten. Über das Verbot setzte man sich oft hinweg, da Ziegen und Schafe als Haustiere zur Lebenssicherung der ärmeren Bevölkerung beitrugen.

#### Zeidelweide
Die Bienenzucht stellte im Mittelalter eine herausragende Waldnutzung dar, war Honig bis ins 19. Jahrhundert doch der einzige Süßstoff für Speisen. Darüber hinaus wurde das Bienenwachs zur Herstellung von Kerzen zur Beleuchtung von Kirchen sehr geschätzt. Dementsprechend hoch wurden die Rechte zur Bienenzucht gehandelt. Erwähnt wird diese Nutzung beispielsweise im Nürnberger Reichswald. Die Existenz von Zeidlerbetrieben stellte den Schutz des Waldes sicher. Insbesondere Baumarten wie Linde, Salweide, Tanne, aber auch Kiefer wurden durch diese Wirtschaftsform begünstigt. Als Zeidelweide bezeichnet man auch das Waldstück, in dem die Bienen gezüchtet wurden.

#### Waldfeldbau
Regional verschieden ist der Waldfeldbau ab dem 11. Jahrhundert entstanden. Diese Wirtschaftsform wurde etabliert, nachdem die besseren Böden für die Landwirtschaft bereits erschlossen waren. Für diese Art der landwirtschaftlichen Zwischennutzung prägten sich eine Vielzahl Varianten aus, die sich auch in der Namensgebung niederschlägt. Hackwald, Hauberge, Reutberge, Birkenberge und Schiffelland sind die geläufigsten Bezeichnungen. Die Bedeutung dieser Wirtschaftsform nahm in der vorindustriellen Zeit noch zu. Sie wurde stetig verfeinert und bildete ein ausgeklügeltes System aus forstlichen Nebennutzungen (Lohrinde), Brennholz und Ackerbau. Dabei wurde der Bestand zuerst durch Brandrodung oder Schlag gelichtet. Nach der Bearbeitung des Bodens mit Hacke oder Pflug folgte ein Einsäen von Roggen, Buchweizen oder Weizen. Meist gaben die Böden schon nach einem Jahr nichts mehr her. Man ging dann zur Weidenutzung über, bis aus Stockausschlägen oder Samen stammende Bäume erneut in die Höhe wuchsen. Diese Wirtschaftsform hatte erhebliche Auswirkungen auf die Baumartenzusammensetzung.

#### Harznutzung
Diese Nutzungsform ist eines der ältesten Waldgewerbe. Geeignet sind Nadelbäume, wobei Fichte und Kiefer bevorzugt wurden. Auch diese Form der Waldnutzung ging mit erheblichen Zerstörungen einher. Zuwachsverluste und Schwächung der Vitalität ganzer Bestände waren die Folge. Daher war Harzgewinnung schon früh nur in den Beständen erlaubt, die nicht gut schlagbar, also flussfern lagen. Da Harz jedoch ein beliebter Grundstoff war, setzte man sich allerorten über das Verbot hinweg.

#### Brennholz und Aschenbrennerei
Holz ist auch heute noch einer der wichtigsten Energieträger des Menschen. In Mitteleuropa wurde er im Laufe des 19. Jahrhunderts durch Kohle ersetzt. In der mittelalterlichen Brennholznutzung lassen sich zwei Arten unterscheiden – siedlungsnah (vor allem Feuerholz für den Hausbrand) und siedlungsfern. Eine Reihe vorindustrieller Produktionen benötigten Holzfeuer als Energiequelle oder Rohstoff, nämlich Köhlerei, Glashütten, Salinen und Bergwerke nebst den angeschlossenen Hammerwerken. Teilweise wurde das Holz auch von Aschenbrennern einfach verbrannt, um Pottasche zu gewinnen, die einzige Kaliumquelle für die mittelalterlichen Gewerbe.
Die Köhlerei wurde in allen Waldungen betrieben, wobei man in siedlungsnäheren Wäldern stärker auf Brandschutz achtete und auch nur minderwertiges Holz verwendete. In siedlungsfernen Wäldern entfielen diese Beschränkungen jedoch. Meist folgte die Köhlerei kleinen Flüssen und Bächen, die zum Transport der Kohle genutzt wurden. Im Mittelalter wurden ausschließlich Erdmeiler zur Produktion verwendet.
Glas wurde im Mittelalter sehr geschätzt und war entsprechend wertvoll. An Waldglashütten waren oft kleine Siedlungen gebunden, in denen die Familien der Glasbläser wohnten. Glashütten zeichneten sich durch einen besonders großen Holzverbrauch aus und werden in zeitgenössischen Berichten oft als „holzfressendes Gewerbe“ bezeichnet. Glashütten erforderten auch Köhlereien und Aschenbrenner, die wichtige Grundstoffe für die Glasherstellung lieferten. Dabei wurden 90 % des verbrauchten Holzes für Pottasche, den wichtigsten Grundstoff der Glasherstellung, benötigt, die übrigen 10 % für die eigentliche Glasschmelze.
Im späten Mittelalter gingen die meisten Salzvorkommen in den Besitz der Landesfürsten über. Damit begann ein hemmungsloser Abbau dieses wichtigen Wirtschaftsgutes. Für diesen Abbau waren große Holzmengen vonnöten, sowohl für den Stollenbau als auch für die Sudpfannen der Salinen. Letztere verbrauchten den größeren Holzanteil. Wie verheerend sich die Salzgewinnung für einige Landschaften auswirkte, zeigt das Beispiel der Stadt Lüneburg. Vor dem Salzfund von dichten Wäldern umschlossen, wurden im Verlaufe der Salzgewinnung sämtliche Waldungen gerodet. Zurück blieb eine Landschaft, die durch weitere Bodennutzung (Plaggenwirtschaft) auf das Äußerste zerstört wurde.
Der Bergbau setzte drei natürliche Gegebenheiten voraus; zum ersten natürlich das Vorkommen von Erzen, zum zweiten große Waldungen, aus denen Grubenholz und Holz zur Kohleproduktion gewonnen werden konnte, und zum dritten musste Wasserkraft in Form von Bächen und Flüssen vorhanden sein. Die Verhüttung erfolgte in der Nähe der Schürforte. Für den Harz wird Bergbau bereits im 10. Jahrhundert erwähnt. Da der Bergbau große Holzmengen erforderte, machte man sich frühzeitig Gedanken über eine geregelte Nutzung. Schon zum Ausgang des Mittelalters fanden erste Taxationen von Wäldern für die bergbauliche Nutzung statt. Wälder in Bergbaugebieten genossen einen besonderen Status. Ihre vorrangige Verwendung für die Erzgewinnung wurde früh festgelegt.

#### Nutzholz und Flößerei
Bau- und Konstruktionsholz wurde schon früh aus verschiedenen Teilen Europas importiert. Beliebte Hölzer wie Eiche und Nadelhölzer wurden beurkundet seit dem 13. Jahrhundert über Flüsse und Ostsee geflößt. Eine besondere Stellung hatte die Eibe, die wegen ihrer hervorragenden Eigenschaften (Biegefestigkeit) bei den Waffenherstellern sehr beliebt war. Zur Herstellung von Bögen (englischer Langbogen) wurden in Österreich ganze Eibenbestände gerodet. Die Baumart war bei den Fuhrleuten verhasst, da ihre Zugtiere durch den Genuss der Früchte starben. Entlang der Transportwege wurde die Eibe von ihnen systematisch bekämpft. Übernutzung und systematische Bekämpfung haben zur Folge, dass Eiben heute nur noch in buschförmigen Phänotypen vorkommen. Die Republik Venedig intensivierte im Zuge der Expansion in der Terraferma seit dem 15. Jahrhundert den Bezug von Nutzholz aus den Ostalpen, das neben dem Hausbau vor allem in den Schiffswerften der Serenissima Verwendung fand.

### Folgen des Raubbaus
Vor allem durch die Brennholznutzung wurden in beträchtlichem Maße viele geschlossene Waldgesellschaften zerstört. Auch entlegenste Waldgebiete wurden genutzt. Zurück blieb eine Landschaft, deren Störungen noch heute erkennbar sind, so an kahlen Bergrücken, Heidelandschaften und an der Baumartenverteilung in den mitteleuropäischen Wäldern. Überdies kam es aufgrund verschwindender und sich nicht regenerierender Wälder zur Erosion des (auch Agrar-)Bodens, woraufhin Felder wie auch Siedlungen aufgegeben werden mussten. Besonders in Kriegszeiten waren Versorgungskrisen die Folge.
Angesichts der verheerenden Folgen des Raubbaus am Wald wurden von Landesherren amtliche Nutzungsregelungen erlassen. Ein Beispiel ist die Hohenlohische Forstordnung aus dem Jahr 1579.

## Neuzeit

### Frühe Neuzeit
Im Dreißigjährigen Krieg (1618–1648) wurde die Bevölkerung Mitteleuropas langfristig dezimiert (in weiten Teilen Deutschlands wurden die Bevölkerungszahlen von 1600 erst nach 200 Jahren wieder erreicht). In der Folge erholten sich die Wälder. Auch verlassene Landstriche mit vormals landwirtschaftlicher Nutzung verwaldeten.
Andererseits wurden stets große Mengen Brennholz in Privathaushalten und in der frühen industriellen Produktion benötigt, zum Beispiel bei der Herstellung von Glas, in der Gerberei oder im Bergbau beim Grubenausbau (Abstützen der Stollen gegen Einsturz). Eine Holznot wurde seit dem 16. Jahrhundert und bis ins frühe 19. Jahrhundert regelmäßig beklagt oder befürchtet. Im Schwarzwald wurden riesige Mengen Holz zu Flößen gebunden und in die Niederlande exportiert, wo das Holz für den Schiffbau verwendet wurde. Bedingt durch die feudalen Strukturen im Mittelalter waren die Besitzverhältnisse über Jahrhunderte oft unklar, was zum Raubbau beitrug.
Im Zeitraum zwischen 1750 und 1850 befand sich der Wald im schlechtesten Zustand. Um 1800 waren in Deutschland kaum noch geschlossene Wälder vorhanden (siehe Entwaldung). Zeitgenössische Darstellungen sprechen teilweise von wüstenähnlichen Landschaften. Holz war zeitweise so knapp, dass zur Winterzeit Zaunpfähle, Treppen und sonstige Gegenstände aus Holz verbrannt wurden.

### 19. und 20. Jahrhundert
Um eine drohende Holznot abzuwenden, wurden ab Mitte des 19. Jahrhunderts die devastierten Wälder und Kahlflächen im Rahmen einer nachhaltigen Forstwirtschaft auf den besseren Böden vielfach mit der Gemeinen Fichte und auf den ärmeren Böden mit der Waldkiefer wiederaufgeforstet. Diese beiden robusten Baumarten kommen mit den schwierigen ökologischen Bedingungen auf Kahlschlagflächen besser zurecht als frostempfindliche Baumarten wie Rotbuche und Weiß-Tanne und liefern zudem hohe Holzerträge. Ab dieser Zeit, teilweise auch früher, entstanden auch die staatlichen Forstverwaltungen in Mitteleuropa, die eine geordnete Holznutzung sicherstellen sollten.
Durch die zunehmende Industrialisierung und den Bau der Eisenbahnen in der zweiten Hälfte des 19. Jahrhunderts verdrängte die Kohle das Brennholz als Hauptenergielieferant für Haushalte und Industrie- und Gewerbebetriebe. Das sorgte für eine deutliche Entlastung der Wälder. Zudem wurde durch die Entwicklung von Mineraldüngern und die zunehmende Verwendung von Stroh als Einstreu die Streunutzung der Wälder zurückgedrängt, wodurch sich die ausgelaugten Waldböden wieder langsam erholen konnten.
Während und nach den beiden Weltkriegen entstanden durch Kriegszerstörungen, Reparationshiebe und den Holzbedarf für den Wiederaufbau wiederum große Kahlflächen, auf denen häufig wieder Reinbestände aus Fichte und Kiefer begründet wurden.
In den 1980er Jahren wurde das Waldsterben im Zusammenhang mit Luftschadstoffen zu einem neuen Problem für die Wälder Mitteleuropas. Entgegen der seinerzeitigen Debatte wurde aber bis ins 21. Jahrhundert eine starke Zunahme des Waldes in Mitteleuropa festgestellt. Die Jahre um die Jahrtausendwende waren primär von der beherrschenden Schadenslage durch den Borkenkäfer an Fichten nach den schweren Stürmen der Epoche (Vivian und Wiebke 1990, Lothar 1999, dann Kyrill 2007, Paula und Emma 2008) geprägt.
Ende der 2010er flammte die Debatte um ein Waldsterben wieder auf, nun im Kontext des Klimawandels.
Parallel entwickelte sich der Umweltschutzgedanke hin zu vielfältigeren, resistenteren Wäldern, insbesondere einem Umbau des Waldes hin zu mehr Laubholz und Mischwald. Insbesondere im Natura-2000-Programm der EU sind zahlreiche naturnahe Waldökosysteme als schutzwürdig erfasst. In diesen Kontext fällt auch das ab 2007 sukzessive erweiterte UNESCO-Welterbe Alte Buchenwälder Europas, insbesondere der Karpaten, da nun zunehmend der Raubbau in den neuen EU-Mitgliedern Ost- und Südosteuropas in den Fokus der Öffentlichkeit rückte.

## Heutige Situation

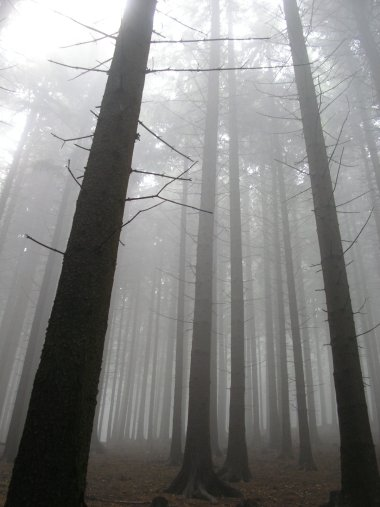
Altersklassenwald im Nebel

Heute überwiegt bei weitem die forstwirtschaftliche Bewirtschaftung. Aus ökologischen Gründen wird oft ein Waldumbau gefordert: weg von Monokulturen, hin zu stabilen Mischwäldern.
Von den Waldbewirtschaftungsformen dominiert heute bei weitem der Hochwald. Wenn ein Wald in regelmäßigen Zyklen verjüngt wird und die Bäume in einem Bestand gleich alt sind, spricht man von Altersklassenwald (in Deutschland ca. 90 % der Waldfläche). Im Plenterwald stehen alte und junge Bäume nebeneinander (unregelmäßige Verjüngung). Niederwald und Mittelwald waren nur früher bedeutende Formen des Waldbaus. In Deutschland spielen sie nur noch eine geringe Rolle (ca. 1 % der Waldfläche). Weitere Beispiele für nur noch historische Nutzungsformen sind Streunutzung (Nutzung von Laub und Nadeln als Einstreu in Viehställen) sowie Hauberg (genossenschaftliche Mischnutzung; Gewinnung von Brennholz, Holzkohle und Gerberlohe).
Als Urwälder werden in Mitteleuropa die wenigen verbliebenen Bestände bezeichnet, die nie forstlich genutzt worden sind. Auch bei diesen Urwäldern Europas sind gewisse andere direkte Nutzungen des Menschen, zum Beispiel durch Waldweide, nicht ganz auszuschließen; indirekt beeinflusst die Menschheit heute u. a. durch die globale Erwärmung jeden Wald. Versuche auf Waldflächen nach Aufgabe der Nutzung und Vergleiche mit echten Urwäldern in klimatisch vergleichbaren Regionen, besonders dem Hyrkanischen Wald am Kaspischen Meer, können zu der Forschung nach dem ursprünglichen Wald beitragen.

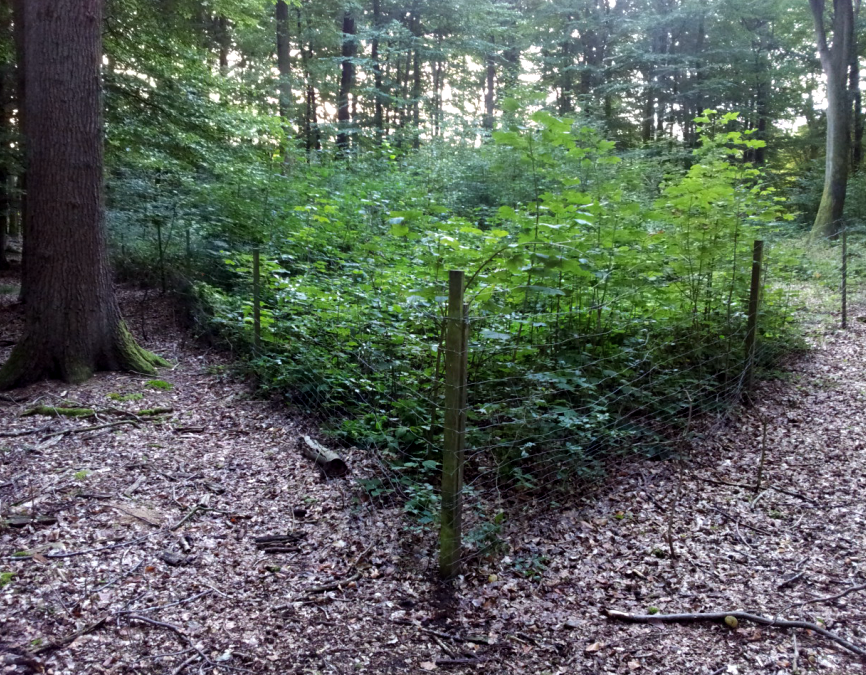
Weiserfläche zur Beurteilung des Wildeinflusses auf die Naturverjüngung – man beachte das Fehlen von Verjüngung außerhalb des Zaunes

Jagd ist die ursprünglichste Form der Waldnutzung. Jagdpächter bezahlen Gebühren an die Landbesitzer, in deren Wald sie jagen. Zu den wichtigsten jagdbaren Tierarten gehören das Reh und andere Hirscharten, das Wildschwein, der Rotfuchs und einige kleinere Säuger. Wälder, die früher den herrschaftlichen Jagden vorbehalten waren (Wildbannforst), haben sich teilweise in einem relativ urtümlichen Zustand erhalten. Die Bejagung insbesondere von Rehen ist notwendig, da große Beutegreifer fehlen.
Zu hohe Wilddichten von Pflanzenfressern, insbesondere von Schalenwild, können durch Verbiss eine aus ökologischen und wirtschaftlichen Gesichtspunkten angestrebte natürliche Verjüngung des Waldes erschweren oder verhindern. Durch die Bevorzugung bestimmter Baumarten kann selektiver Verbiss Mischbaumarten aus dem Bestand verdrängen und so die Baumartendiversität verringern. Von Forstleuten, Naturschutzverbänden und Waldbesitzern wird dieser sogenannte Wald-Wild-Konflikt – zur Verdeutlichung des Zielkonflikts und der Akteure gelegentlich auch als Forst-Jagd- bzw. Waldbesitzer-Jäger-Konflikt beschrieben – im Hinblick auf einen angestrebten Waldumbau hin zu klimastabilen Mischwäldern als bedeutendes Problem betrachtet.
Schutzwald sind Wälder, in denen die wirtschaftliche Nutzung in den Hintergrund tritt. Der Schutz bezieht sich auf den Standort (etwa instabile Böden), auf Objekte (Lawinenschutz von Siedlungen) sowie auf Biotopschutz und andere ökologische Aspekte. Die Schutzfunktion des Waldes ist heute die dritte große Komponente neben Forst- und Jagdnutzung.
Daneben gewinnt seit dem 20. Jahrhundert der Wald auch als Erholungsraum Bedeutung (soziale Funktion des Waldes).
Zu den heutigen Eigentumsverhältnissen siehe Privatwald, Staatsforst und Körperschaftswald.